# 松本賢
松本賢（まつもと けん　1974年11月26日 - ）
東京都出身の元プロハンドボールプレーヤー。
右利き。
身長175cm、体重75kg。
ニックネーム：まっけん

## 経歴
- 世田谷区立桜木中学校
- 明星高等学校
- 拓殖大学（関東2部）
- 三景（日本リーグ）
- 拓殖クラブ
- HC東京（日本リーグ）
- 自衛隊久里浜
- 明星クラブ（国体東京選抜）
- FST（東京都1部）
- SC DHfK Leipzig e.V.（ドイツ3部ブンデスリーガ）
- FSTO（東京都1部）

## ポジション
- 左45度・センター
- トップDF

## 特徴
国内トップクラスの切れ味鋭いフェイントを持つ知る人ぞ知る名選手。
日本リーグでは三景とHC東京でプレーした。
HC東京では2部優勝1部昇格。2シーズン所属したが左膝靭帯を損傷して日本リーグを離れた。
32歳という年齢でドイツ4部ザクセンオーバーリーガ：DHfK Leipzigにテスト入団。
07／08シーズン：ザクセンリーグとカップ戦優勝。ドイツ3部ブンデスリーガ昇格に貢献した。
08／09シーズン：スーパーカップ優勝。シーズン途中、家族に不幸があり帰国。
ビーチハンドボールも活動中で日本代表主将としてプレーした。

## 公式ブログ：ROAD TO BUNDESURIGA
http://makken.ti-da.net/

## YouTubeプレー特集
https://www.youtube.com/watch?v=TQAmiRuRfjg&eurl=https://makken.ti-da.net/